# Courthiézy
Courthiézy ist eine französische Gemeinde mit 344 Einwohnern (Stand: 1. Januar 2022) im Département Marne in der Region Grand Est. Sie gehört zum Kanton Dormans-Paysages de Champagne und zum Arrondissement Épernay. 

## Lage
Die Gemeinde liegt im Tal der Marne, im Weinbaugebiet Champagne.
Sie ist umgeben von folgenden Nachbargemeinden:
| Passy-sur-Marne  | Trélou-sur-Marne                            |                      |
| Reuilly-Sauvigny | Kompassrose, die auf Nachbargemeinden zeigt | Dormans              |
|                  | Vallées-en-Champagne                        | Vallées-en-Champagne |

## Bevölkerungsentwicklung
| Jahr                       | 1962 | 1968 | 1975 | 1982 | 1990 | 1999 | 2008 | 2018 |
| -------------------------- | ---- | ---- | ---- | ---- | ---- | ---- | ---- | ---- |
| Einwohner                  | 209  | 217  | 218  | 260  | 300  | 311  | 335  | 354  |
| Quellen: Cassini und INSEE |      |      |      |      |      |      |      |      |